# Jednokomorowe ogniwo paliwowe
Jednokomorowe ogniwo paliwowe – rodzaj ogniwa paliwowego, którego konstrukcja została zaproponowana przez T. Hibino. Składa się ono z jednej komory, gdzie znajdują się elektrody i elektrolit i do której doprowadza się gazową mieszaninę utleniacza i paliwa.

## Budowa i zasada działania

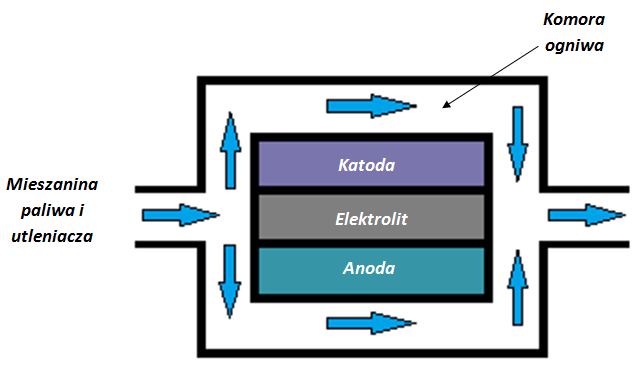
Schemat budowy jednokomorowego ogniwa paliwowego

W odróżnieniu od konwencjonalnych to ogniwo posiada tylko jedną komorę, w której umieszczone są elektrody – katoda i anoda o różnych właściwościach elektrokatalitycznych. Materiał anodowy przyspiesza reakcję utleniania paliwa natomiast katodowy redukcję utleniacza. W wyniku tych reakcji na elektrodach powstaje różnica potencjałów, a po połączeniu anody i katody zewnętrznym obwodem ogniwo staje się źródłem prądu. Prąd jonowy jest zależny od różnicy aktywności katalitycznych elektrod.
Jednokomorowe ogniwo paliwowe jest zasilane mieszaniną paliwa i utleniacza, która zostaje doprowadzona do komory z elektrodami oddzielonymi elektrolitem (może być porowaty). Taka budowa umożliwia prostą konstrukcję stosów ogniw, gdyż zostaje wyeliminowany problem uszczelniania stosu.
Optymalna temperatura pracy tego ogniwa wynosi 600 °C, dla wyższych katoda i anoda katalizują bezproduktywne spalanie paliwa.

### Reakcje zachodzące w ogniwie
Katoda:
½O2 + 2e- → O2-
Anoda:
2CH4 + O2 → 4H2 + 2CO
H2 + O2- → H2O + 2e-
CO + O2- → CO2 + 2e-

## Zalety i Wady
Zalety:
- brak konieczności szczelnego oddzielenia utleniacza i paliwa,
- możliwość stosowania porowatych elektrolitów,
- stosunkowo niska temperatura pracy (w porównaniu do SOFC – 1000 °C),
- prosta konstrukcja stosów ogniw,
- prężność tlenu jest względnie wysoka – rozwiązuje to problem niestabilności niektórych elektrolitów[2].

Wady:
- niska sprawność ogniwa (na chwilę obecną używanie tych ogniw jest nieopłacalne),
- mieszanina paliwa i utleniacza jest wybuchowa[2].